# Öregcsertő
Öregcsertő é um município da Hungria, situado no condado de Bács-Kiskun. Tem 43,06 km² de área e sua população em 2015 foi estimada em 741 habitantes.